# Comuna Mogoșești, Iași
Mogoșești este o comună în județul Iași, Moldova, România, formată din satele Budești, Hadâmbu, Mânjești și Mogoșești (reședința).

## Așezare
Comuna se află în partea de sud a județului. Este străbătută de șoseaua județeană DJ248B, care o leagă spre nord de Voinești și spre sud de Șcheia, Ipatele, Drăgușeni și mai departe în județul Vaslui de Negrești (unde se termină în DN15D). Din acest drum, la Budești se ramifică șoseaua județeană DJ248C, care duce spre est la Ciurea.

## Demografie
Componența etnică a comunei Mogoșești
     Români (91,33%)
     Alte etnii (0%)
     Necunoscută (8,67%)
Componența confesională a comunei Mogoșești
     Ortodocși (90,78%)
     Alte religii (0,47%)
     Necunoscută (8,75%)
Conform recensământului efectuat în 2021, populația comunei Mogoșești se ridică la 4.706 locuitori, în scădere față de recensământul anterior din 2011, când fuseseră înregistrați 5.242 de locuitori. Majoritatea locuitorilor sunt români (91,33%), iar pentru 8,67% nu se cunoaște apartenența etnică. Din punct de vedere confesional, majoritatea locuitorilor sunt ortodocși (90,78%), iar pentru 8,75% nu se cunoaște apartenența confesională.

## Politică și administrație
Comuna Mogoșești este administrată de un primar și un consiliu local compus din 15 consilieri. Primarul, Ionel Baraboi[*], de la Partidul Social Democrat, este în funcție din 1 noiembrie 2024. Începând cu alegerile locale din 2024, consiliul local are următoarea componență pe partide politice:
|  | Partid                          | Consilieri | Componența Consiliului | Componența Consiliului | Componența Consiliului | Componența Consiliului | Componența Consiliului | Componența Consiliului | Componența Consiliului |
|  | ------------------------------- | ---------- | ---------------------- | ---------------------- | ---------------------- | ---------------------- | ---------------------- | ---------------------- | ---------------------- |
|  | Partidul Social Democrat        | 7          |                        |                        |                        |                        |                        |                        |                        |
|  | Partidul Național Liberal       | 6          |                        |                        |                        |                        |                        |                        |                        |
|  | Alianța pentru Unirea Românilor | 1          |                        |                        |                        |                        |                        |                        |                        |
|  | Anton Vasile                    | 1          |                        |                        |                        |                        |                        |                        |                        |

## Istorie
La sfârșitul secolului al XIX-lea, comuna făcea parte din plasa Stavnic a județului Iași și era formată din satele Mogoșeștii Frumoasei, Mogoșeștii Gălăței, Budești, Mânjești și Vocotești, având în total 1947 de locuitori. În comună funcționau o moară de vânt, două de apă, două școli cu 101 elevi, și cinci biserici. Anuarul Socec din 1925 o consemnează în plasa Codru a aceluiași județ, având 2668 de locuitori în satele Budești, Mogoșești, Hadâmbu și Mânjești, și în cătunul Schitu Hadâmbu.
În 1950, comuna a fost transferată raionului Iași din regiunea Iași. În 1968, a revenit la județul Iași, reînființat.

## Monumente istorice
Singurul obiectiv din comuna Mogoșești inclus în lista monumentelor istorice din județul Iași ca monument de interes local este situl arheologic din „Dealul Bățului”, aflat la marginea de nord a satului Mogoșești, și care cuprinde așezări din eneoliticul final (cultura Horodiștea-Erbiceni), perioada Latène (epoca geto-dacică), Halstattul mijlociu și final, secolul al IV-lea e.n. (epoca daco-romană), secolele al V-lea–al VII-lea (epoca migrațiilor), secolele al X-lea–al XI-lea, secolul al XIII-lea (Evul Mediu Timpuriu) și din secolele al XVII-lea–al XVIII-lea.